# Carl Milles
Carl Milles, właśc. Carl Emil Wilhelm Andersson (ur. 23 czerwca 1875 w Uppsali, zm. 19 września 1955 w Sztokholmie) – szwedzki rzeźbiarz, znany z monumentalnych projektów.
Mieszkał w Millesgården (obecnie znajduje się tam jego muzeum z ogrodem ozdobionym wieloma rzeźbami). Był twórcą m.in. pomnika Posejdona w Göteborgu, pomnika Gustawa Wazy, Grupy Orfeusza przed Konserthus w Sztokholmie, pomnika Stena Sture Starszego w Uppsali oraz rzeźby Folke Filbyter w Linköping.
Był synem porucznika Emila „Mille” Anderssona i jego żony Walborg Tisell, bratem Ruth Milles. W 1905 ożenił się z artystką Olgą Milles, z domu Granner.

## Odznaczenia
- Medal Księcia Eugeniusza nadany przez króla Szwecji Gustawa V (1945)[2]

## Galeria

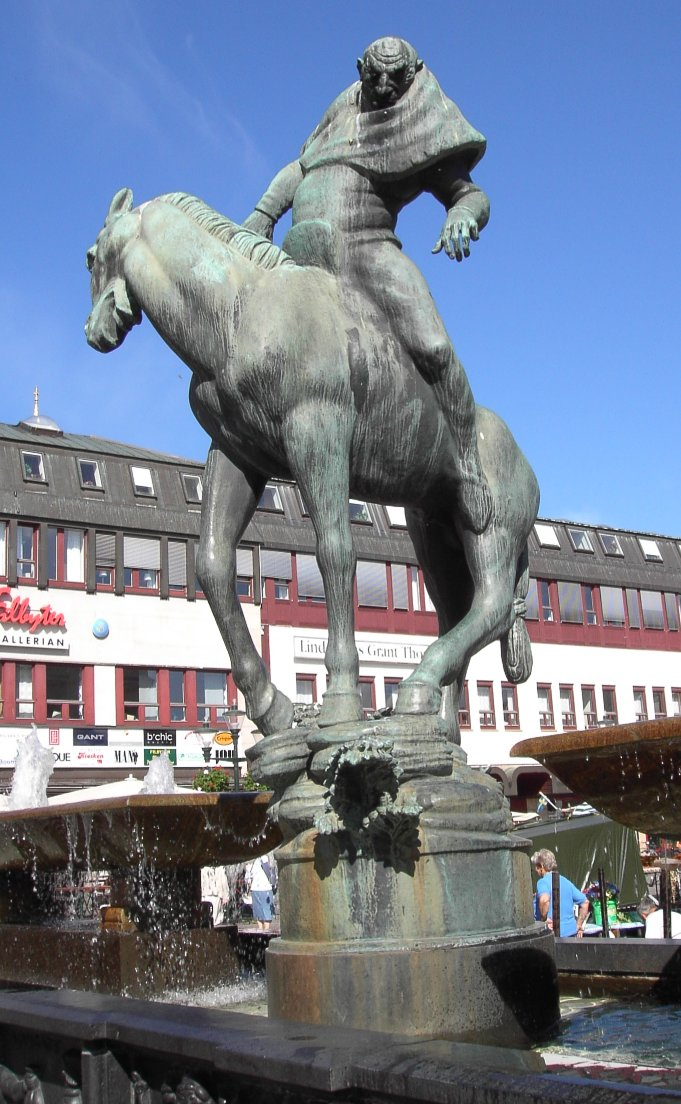
Folke Filbyter w Linköping
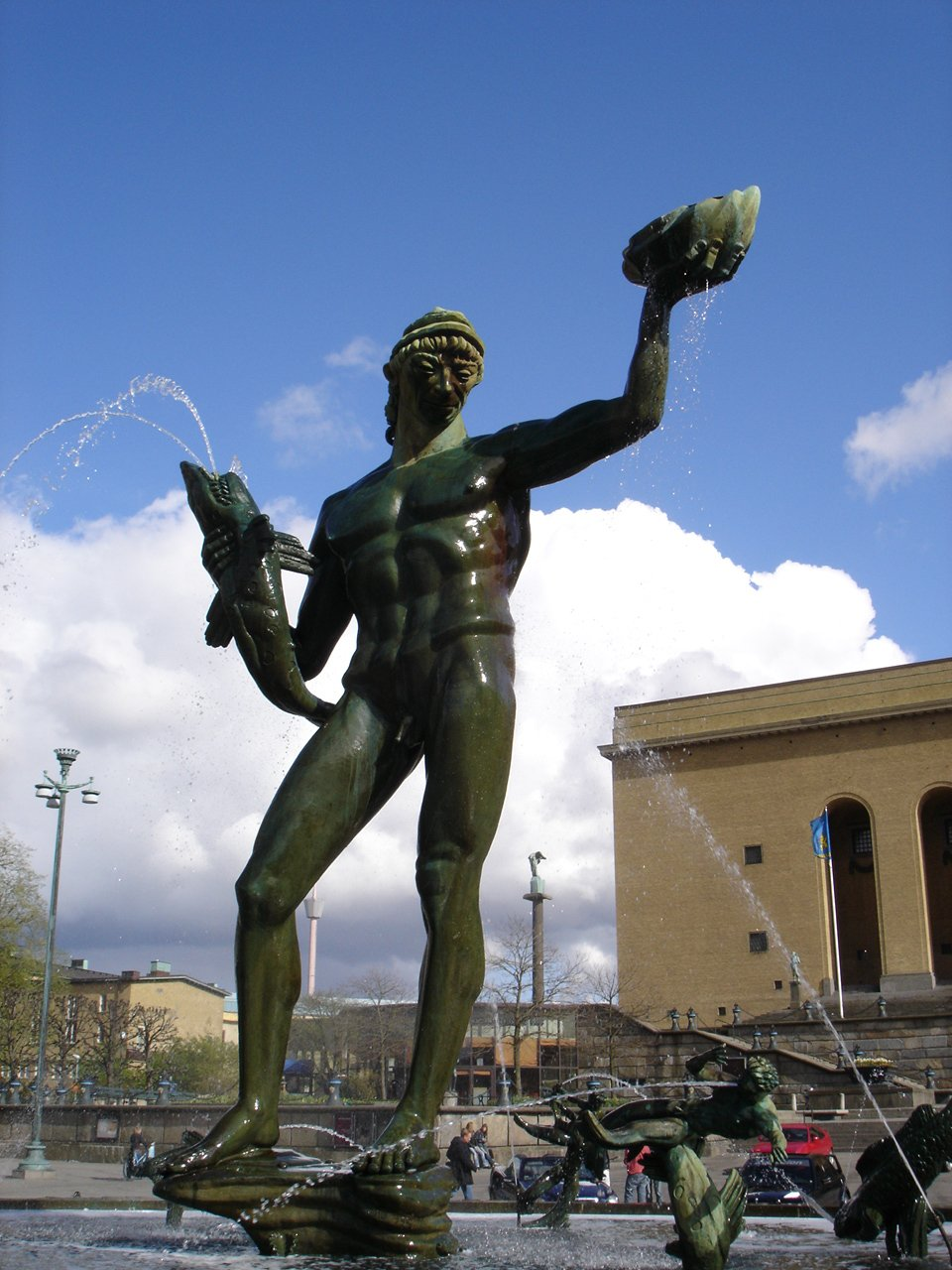
Pomnik Posejdona w Göteborgu
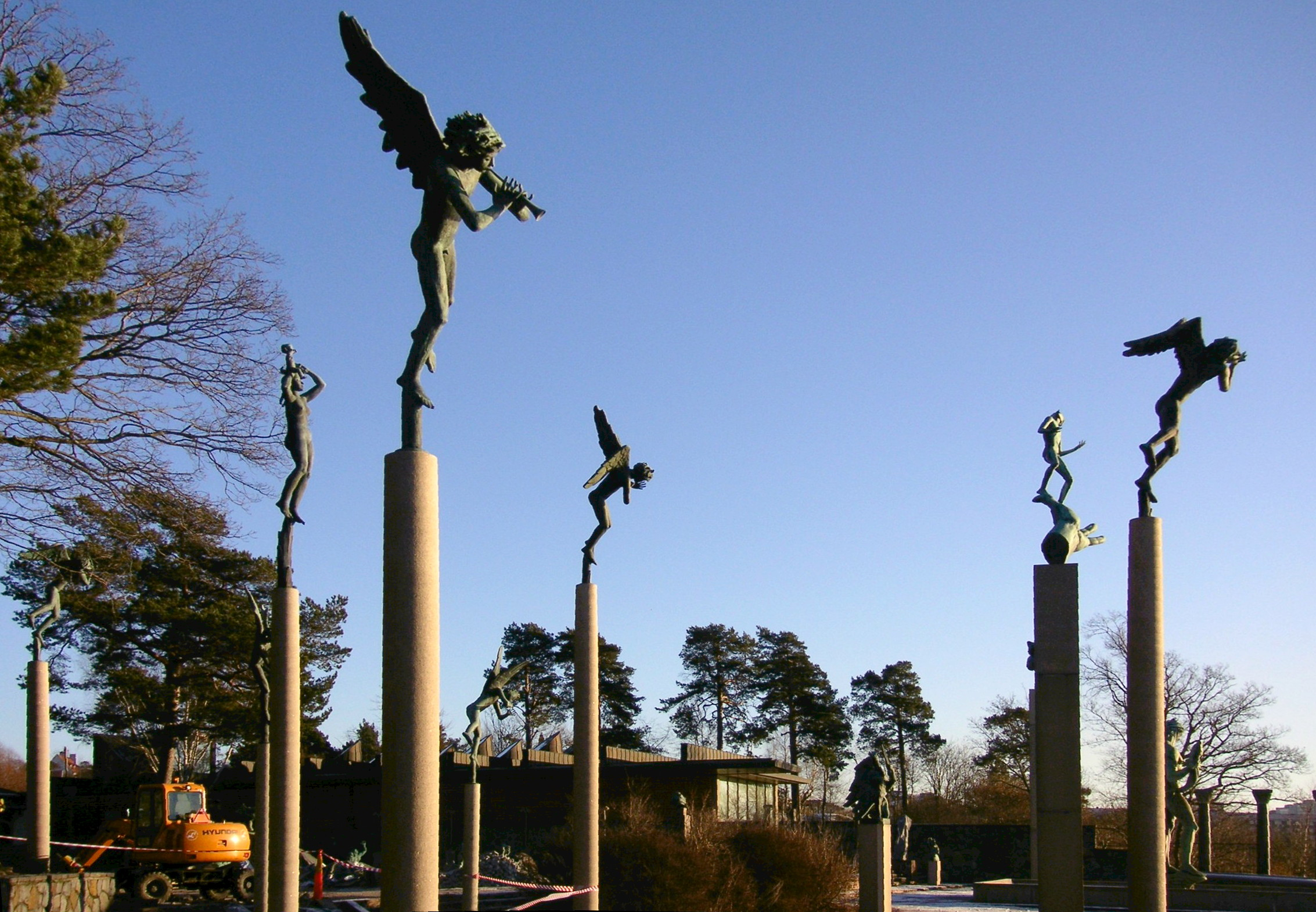
Muzyczne anioły w Millesgården